# ベイコンの反乱

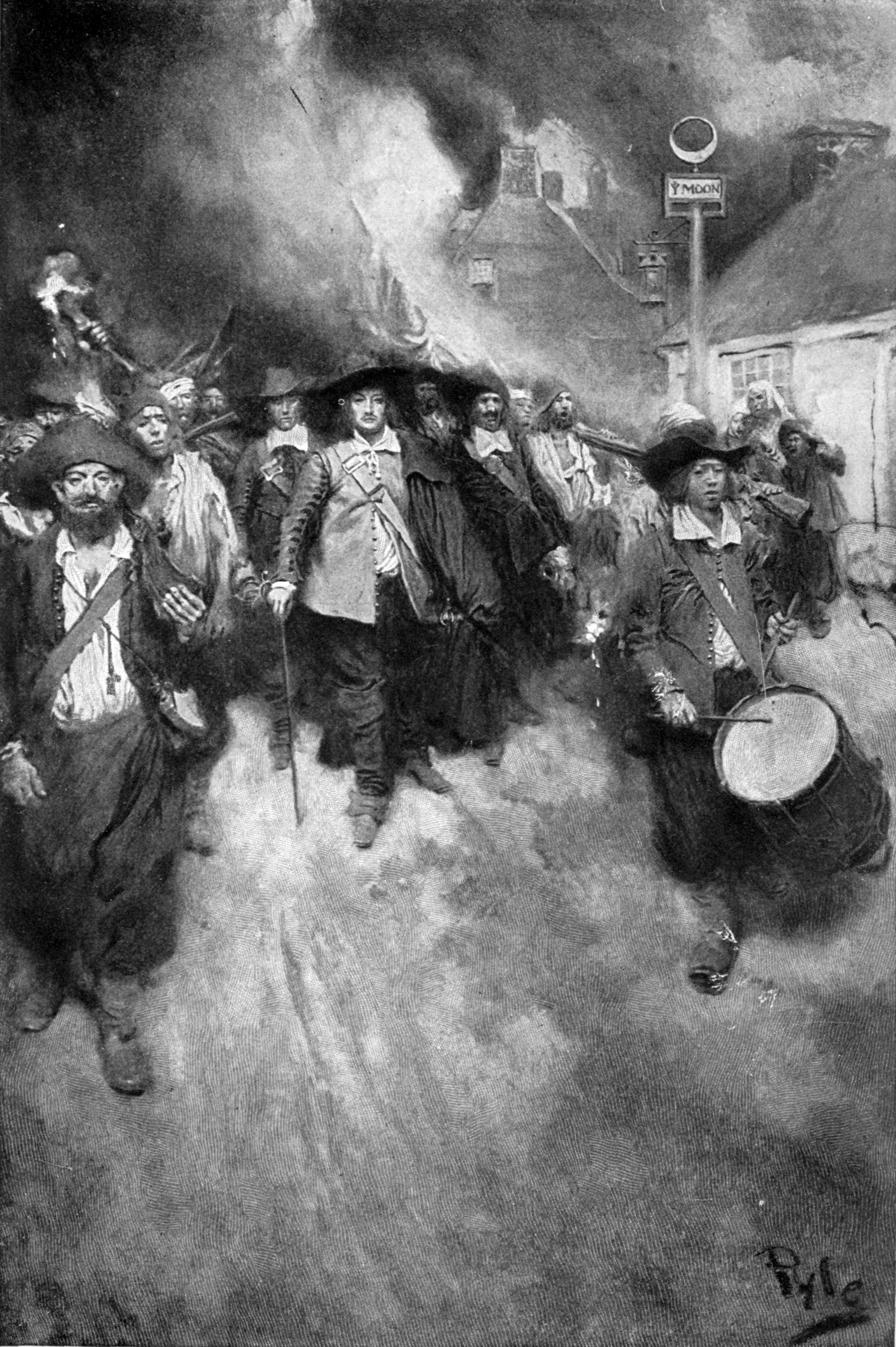
ベイコンの反乱

ベイコンの反乱（英: Bacon's Rebellion、またはバージニアの反乱、英: Virginia Rebellion）は、1676年にイギリス領バージニア植民地（現在のアメリカ合衆国バージニア州）で、ナサニエル・ベイコンによって起こされた反乱である。アメリカの植民地で起こった反乱としては初めてのものであり、不満を抱いた開拓者が参加した。同じ年にメリーランドでも類似した反乱が起こった。この反乱はジェームズタウンの総督に対して向けられたものであり、ベイコンは急進的なインディアン対策を要求した。

## 事件の経過
17世紀の終りまでにチェサピーク湾一帯では大西洋岸の特権的農園主は「海岸地域の地主」と呼ばれ、その地域でも最良の農園を所有し、その数には比例しない政治的権力を行使していたので、その他の大多数である小農夫、年季奉公者および奴隷の不満を買っていた。小農夫は良い土地が得られず、先住民族の攻撃の恐れが強い後背地に土地を求めていた。1660年以降バージニアの経済は停滞していたので、奥地に住む農夫は生産した商品を市場に運び出すだけでも難渋していた。低品質のタバコは常に生産が過剰になり、航海条例の規制によっても追い討ちを掛けられて、タバコの価格は下落していた。経済を多様化する実験的な試みには費用が掛かり、オランダ人やインディアンから防衛する必要性もあって、それらの費用を捻出するために税金が高くなっていた。1674年、植民地の住人は、ロンドンにいるバージニアの領主であるアーリントン卿とカルペッパー卿に対して政治的働きかけを行う代理人を送るために更なる課税を要求された。この状況は入植者の悲惨さをさらに悪化させるものであり、バージニア総督ウィリアム・バークリー卿の指導のまずさもあって、政府に対する憤懣が広がった。
ベイコンは植民地の住人の間で広い支持を得ていた者であり、インディアンに対して民兵を組織し戦うことを要求した。ベイコンは様々な政治的駆け引きの後で、辺境のインディアン数種族に対する作戦行動を率いる任務を認められた。1675年7月、バージニアのノーザンネック地区、ポトマック川の近くにあったトマス・マシューズのプランテーションをドーグ族インディアンが襲撃し、闘争が引き起こされた。このことで、植民地の住人は報復のために間違ってサスケハノック族を攻撃し、これが更にインディアンによる大規模な襲撃を呼んで大変な事態になった。バークリーは更なる攻撃を避け、事態を沈静化させるために事情の調査を命じた。その結果、関係者間の会合を開いた時に数人のインディアン酋長を殺害してしまうという悲惨なことになった 。この危機の間、バークリーは植民地住人の自制を常に要求していた。しかし、ベイコンを含め数人が言うことを聞かなかった。ベイコンは友好的なアポマトックスのインディアン数人をトウモロコシを盗んだという廉で捕まえることで、総督の直接命令を無視することになった。バークリーは妥協を生むために、インディアンに弾薬を供給し、1676年3月には「長い会談」を召集した。しかし、ジェームズタウンに戻った後で、ベイコンとバークリー支持者の間に紛争が起こった。ベイコンの一党はバークリー派に打ち勝ち、総督はバージニアの東海岸に逃走した。ベイコンの一党は首都を3ヶ月間占領し、貴族政府の象徴である町を破壊した。
この時16年前に終わっていたイングランド共和国に倣って、人民宣言が発せられた。ベイコンは1676年10月26日に赤痢で死んだ。反乱は、ロンドンを母港とする数隻の武装商船がバージニアに到着しバークリーに従う時まで続いた。これらの船は貿易船であり、その船長達は到着するまで反乱のことを知らなかった。反乱の噂を聞いたイギリス海軍の艦隊がバージニアに向かったが、その到着は商船隊の到着から数ヶ月遅れた。バークリーはこれらの商船の大砲と船員を使って、反乱を抑えることができた。その後、イギリス艦隊が到着する前に、バークリーは多くの反乱者を裁判に掛けて絞首刑に処し、恐怖政治に似たものになった。イギリス艦隊とともにイギリスの調査委員が到着し、バークリーの報復行動が止められ、多くの恩赦が実行された。反乱者の中でもかなり多くの者がノースカロライナのアルベマール開拓地に逃げた。

## 原因
ナサニエル・ベイコンの反乱には幾つかの原因が挙げられている。タバコの価格下落のような経済的問題、メリーランドやカロライナ植民地との商業的競争の拡大、およびイギリス市場の閉鎖性とイギリス製品の価格上昇が進んだことが、バージニアに問題を投げかけていた。気象による多くの問題もあった。雹を伴う嵐、洪水、旱魃およびハリケーンを含む自然災害が一年の間に植民地を襲ったことがあった。バージニアは、清教徒革命の時のイングランド内戦の間、円頂党員（議会派）と王党員にとって天国でもあった。ベイコンの反乱は、植民地の住人が報復のために間違ってサスケハノック族を攻撃したために、大規模なインディアンの報復攻撃を呼んだことがきっかけで始まった。
バークリーは攻撃の理由を調べるように命令し、その間に両者とも自制するように要求したが、多くのバージニア住民は、バークリーがインディアンとの交易を独占して多くの利益を得ていたと主張し、その自制要求は偽善的なものと見なした。ベイコンは総督の命令を無視し、友好的なアポマトックスのインディアン数人をトウモロコシを盗んだという廉で捕まえた。ベイコンがこのことで譴責され、ベイコンの仲間の農夫たちはこの一方の肩を持っているように見える裁定に不満を持った。妥協点を見出す試みの中で、総督はいわゆる「長い会談」を召集し、国の周りに防衛ゾーンをつくることで、「悪いインディアン」全てに対して宣戦布告した。そのためにも税金が課され、既に過重な税金で苦しんでいた開拓者達の反感を買った。中流や下層階級の人々の間には、何世代もインディアンと交易してきた普通の交易業者の犠牲の上に「恵まれた交易業者」がインディアンと交易を許されているという悪い感覚があった。
ベイコンはバークリーが採った政策に最も反対する者の中から指導者となり、インディアンとの戦いを志願した者の中から「将軍」に選ばれた。作戦計画の費用を負担することも約束していた。インディアンに対する作戦実行の間、総督はベイコンを反逆者と宣言した。

## ベイコンとバージニア議会
ベイコンとその部隊はインディアンに対する攻撃を続けた。ベイコンの部隊の数がバークリーのものを上回っていたので、総督は、もしベイコンが恭順するならば恩赦を発し、その後はイギリスに送られて国王チャールズ2世の前で裁判に掛けると約束するしかなかった。バージニア植民地議会の多くの議員はベイコンに同情的であり、ベイコンを議員の一人にも選ばれるようにした。
ベイコンはこの議員選出のお陰で1676年6月の重要な植民地議会に出席し、以前の行動について釈明する機会を持った。バークリーは直ぐにベイコンを赦し、議会の席を占めることを許可した。ベイコンとその支持者はインディアンに対して防衛以上の行動に出ることを求めた。さらに植民地政府の大きな改革も求めた。インディアン問題を論じているうちに、事態は頂点に達し、ベーコンとその部隊がジェームズタウンの議事堂を取り囲み、総督に対して政府の干渉無しにインディアンに対する作戦を実行するというベーコンの要求を飲ませた。この譲歩は短期間のものとなり、バークリーは約束を守らなかったので、反乱軍は7月30日から9月までジェームズタウンの町を占領した。7月30日にはベイコンが人民宣言を発した。
バークリーが、ロンドンを母港とする武装商船隊の助けを得て、町を取り返すために戻ってくると、ベイコンは町を焼いた。ベイコンはほんの短期間バージニアを支配したが、その成功は直ぐに終わった。10月26日、ベイコンは赤痢で死んだ。ベイコンの部下達はベイコンの遺体を焼いたので発見されなかったと考えられている。反乱軍の何人かは処刑されるか財産を没収された。イギリス海軍と調査委員が到着した後で、反乱者はその不平の陳述を許可され、大量の恩赦が下された。調査委員はバージニアの住民の大多数が反乱を支持していたことを認識した。バージニア植民地が生き残っていくためには、妥協が必要だった。バークリーは調査委員によって総督を解任された。バークリーは1677年7月9日、イングランドで死んだ。

## 反乱の影響と評価
ベイコンの反乱は奥地にいた農夫たちの間の不満の結果であり、法律を自分達のものにして政府の腐敗と抑圧に反抗した。バージニア住民の多くが負債を抱えていた。紙幣の力を頼んで借金することはイギリス政府に止められ、商人階級に対する不満が更に募った。反乱の支持者の多くは年季奉公者や奴隷であり、バージニアの人口の大半を占めていた。
歴史家達は、ベイコンが政権を掴んだ間に成した最も重要な改革は武器を取る権利を認めたことであり、普通のものが敵対的なインディアンから自分を守るだけでなく、専制的な政治に反抗できたということであると指摘してきた。バークリーが権力を回復したあとで、直ぐにこの権利を撤廃した。ベイコンの反乱は、後に植民地の人々の武器を持つ権利の主張について動機のひとつとなった可能性があると、歴史家のミラーは主張している。やはり歴史家のスティーブン・サンダース・ウェブは、ベイコンの反乱がイギリス内戦に根源を持つ革命であり、アメリカの独立に繋がるものだったと指摘した。
しかし、ベイコン自身には民主化の動機などはなく、目的はむしろインディアンの征服であり、その支持者には有産・有力者も多かった。先住民に対しては、バークリーのほうが一貫して妥協的だったことも無視できない。近年の歴史家はより距離を置いた視点から反乱を見る傾向にあり、圧政への抵抗や独立革命の起源として理想化するのではなく、頑迷で利己的な二人のリーダー（ベイコンとバークリー）の権力闘争という評価をしている。特権に反対する運動が、インディアン征服の急先鋒と結びつくという、その後の米国史で繰り返される悲劇の原型との見方も存在する。
なお、反乱を起こしたのは、奴隷、奉公人、および貧しい農夫（その多くが元は年季奉公人であった）が大半だった。反乱前のバージニアでは、アフリカ人奴隷は稀であった。これはその費用が高く、アフリカから奴隷を連れてくる貿易業者がいなかったためであった。多くのアフリカ人は年季奉公として連れて来られ、年季が明けたあとは自由の身になった。ヨーロッパからの年季奉公者は反乱後もバージニアでその役割を続けたが、アフリカからの奴隷輸入の動きが急速に高まり、新しい法律が制定されて奴隷は終生のものとなり、その子供にも及ぶようになった。アフリカ人を最下層とする人種に基づく階級性が作られ、ヨーロッパからの最貧の年季奉公者でもその上の階級となった。このことはベイコンの反乱の間に存在した貧乏なイギリス人とアフリカ人に共通の利益が失われたことを意味した。
この反乱で、ジェームズ川から南のバージニアと、現在のノースカロライナ州にあったアルベマール開拓地の間の結び付きを強めたが、二つの政府の間には長く続く敵対意識が生まれた。アルベマール地区は反乱の後で反乱者の逃げ込む場所となった。ノースカロライナはバージニア植民地に失望した開拓者に長期にわたって代案を提供し続けた。

## 大衆文化
- 小説『私の兄弟、私の敵』はベイコンの反乱に関する架空の話である。
- ロナルド・タカキによる『異なる鏡』の中にベイコンの反乱に関する記述がある。Pages 62-67
- バージニアのサリー郡では、1665年ごろに建てられたアレン家のレンガ造りの家がベイコンの城と呼ばれるようになった。これは1676年のベーコンの反乱の時にこの家が砦として占領されたからであった。庶民の伝説には反して、ベイコンはベイコンの城に住んだこともないし、それを占領したことも知らなかった。ベイコンはジェームズ川の北岸の上流約30マイル (48 km)にあったヘンリコ郡のカールズネック・プランテーションの地主であった。
- イギリス初の女性職業作家アフラ・ベーンによる悲劇『ランター未亡人、あるいはバージニアのベイコンの歴史』は、この反乱に関する極度に美化された話になっている。